# Chloe Bailey
Chloe Elizabeth Bailey (Atlanta, 1 de julho de 1998) é uma cantora, compositora, atriz e produtora musical americana. Ela é mais conhecida por ser metade da dupla Chloe x Halle com sua irmã mais nova Halle Bailey, assinada com a gravadora de Beyoncé, Parkwood Entertainment.  Juntos, eles lançaram dois álbuns de estúdio; seu segundo álbum, Ungodly Hour, recebeu aclamação generalizada após o lançamento, com muitos críticos citando-o como um dos melhores álbuns de 2020.
Como ato solo, ela é conhecida como Chlöe.  Em 2021, ela estreou como artista solo com o single "Have Mercy". Seu primeiro álbum solo In Pieces foi lançado em março de 2023, e seu primeiro single "Pray It Away" foi lançado em 27 de janeiro de 2023.

## Carreira
Chloe Bailey foi criada em Mableton , Geórgia com sua irmã Halle Bailey e mais tarde se mudou para Los Angeles em meados de 2012. Enquanto estava na Geórgia, ela desempenhou papéis menores em filmes, incluindo The Fighting Temptations (2003), estrelado por Beyoncé, e o filme para televisão da Disney Let It Shine (2012). Seu pai começou a ensiná-los a escrever canções aos dez e oito anos.  Eles lançaram um canal no YouTube com 13 e 11 anos, respectivamente, com um cover de "Best Thing I Never Had" de Beyoncé. Eles se apresentaram pela primeira vez como Chloe x Halle ao enviar covers de músicas pop para este canal. A dupla fez sua estreia no talk show quando apareceu no The Ellen Show em abril de 2012. Em setembro de 2013, ela fez uma participação especial na série da Disney Austin & Ally cantando a música "Unstoppable".

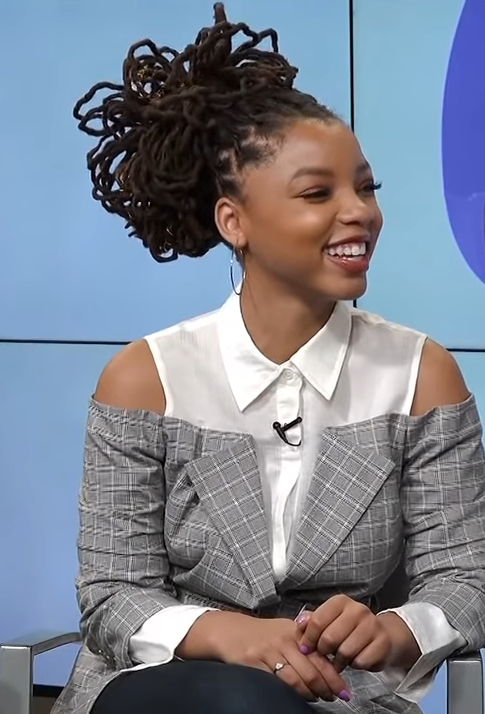
Chloe em 2018

Em 2018, Chloe Bailey foi adicionada ao elenco da série de TV Grown-ish após lançar a música tema da série intitulada "Grown". A música "The Kids Are Alright" também foi apresentada na estreia da série. Em novembro de 2019, foi anunciado que Chloe Bailey se juntou ao elenco do filme de terror, The Georgetown Project, dirigido por M. A. Fortin e Joshua John Miller.
Em agosto de 2021, Chloe anunciou o lançamento de seu primeiro single solo, "Have Mercy". Em 12 de setembro, Chloe cantou "Have Mercy" no MTV Video Music Awards de 2021. No 53º NAACP Image Awards Chloe foi indicado em três categorias, incluindo Melhor Artista Feminina e Melhor Canção de Soul/R&B por "Have Mercy".
No final de agosto, Chloe co-estrelou ao lado de Kesha e Mason Gooding no podcast com roteiro, Electric Easy, um show ambientado em uma Los Angeles futurística na qual humanos lutam para coexistir com robôs, conhecidos como "elétricos". O show foi criado por Vanya Asher e produzido por Kesha. O podcast estreou em 30 de agosto de 2021.
Em abril de 2022, Bailey lançou "Treat Me" com um videoclipe como seu segundo single solo. Ela explicou que a inspiração para a canção veio após um término, quando ela pensou: "'É hora de eu apenas me dar o amor que estou procurando'".
Em 24 de janeiro de 2023, ela anunciou seu primeiro álbum solo, intitulado In Pieces, que foi lançado em 31 de março de 2023. Ela lançou o primeiro single do álbum, "Pray It Away", em 27 de janeiro de 2023, e o segundo single, "How Does It Feel", com Chris Brown, em 24 de fevereiro de 2023.

## Arte
As influências musicais de Chloe Bailey são inspiradas por artistas como Grimes, Missy Elliott e Tune-Yards, bem como alguns artistas de R&B.

## Discografia

### Álbuns de estúdio
| Título    | Detalhes                                                          |
| --------- | ----------------------------------------------------------------- |
| In Pieces | - Lançamento: 31 de março de 2023 - Gravadora: Parkwood, Columbia |

### Como Chloe x Halle
| Título               | Detalhes |
| -------------------- | --- |
| The Kids Are Alright | - Lançamento : 23 de março de 2018 - Gravadora: Parkwood, Columbia - Formato: CD, Download digital, streaming |
| Ungodly Hour         | - Lançamento : 23 de março de 2018 - Gravadora: Parkwood, Columbia - Formato: CD, Download digital, streaming |

### Singles
| Título                               | Ano    |
| ------------------------------------ | ------ |
| "Have Mercy"                         | 2021   |
| "Treat Me"                           | 2022   |
| "For the Night" (com Latto)          | 2022   |
| "Pray It Away"                       | (2023) |
| "How Does It Feel" (com Chris Brown) | (2023) |
| "Cheatback" (com Future)             | (2023) |

### Como artista convidada
| Título              | Ano  | Outro Artista                          |
| ------------------- | ---- | -------------------------------------- |
| "Feeling Good"      | 2021 | -                                      |
| "You & Me"          | 2022 | Gunna                                  |
| "Hello"             | 2022 | Fivio Foreign, KayCyy                  |
| "Gyalis (Shemix)"   | 2022 | Capella Grey                           |
| "Woman of the Year" | 2022 | Calvin Harris, Stefflon Don, Coi Leray |
| "Universal Love"    | 2022 | The Game, Chris Brown, Cassie          |
| "Leak It"           | 2022 | Ari Lennox                             |

## Filmografia

### Filmes
| X | Denota obras que ainda não foram lançadas |

| Ano  | Filme                                    | Papel                  | Notas        | Ref.   |
| ---- | ---------------------------------------- | ---------------------- | ------------ | ------ |
| 2003 | The Fighting Temptations                 | Jovem Lilly            |              | [ 24 ] |
| 2006 | Last Holiday                             | Anna                   |              | [ 25 ] |
| 2008 | Meet the Browns                          | Tosha                  |              | [ 26 ] |
| 2009 | Gospel Hill                              | Anna                   |              | [ 27 ] |
| 2012 | Let It Shine                             | Membro do Coral        |              | [ 28 ] |
| 2012 | Joyful Noise                             | Membro do Coral        |              | [ 28 ] |
| 2016 | Beyoncé: Lemonade                        | Participação           |              | [ 29 ] |
| 2018 | The Kids Are Alright                     | Ela mesma              | Ela mesma    | [ 30 ] |
| 2021 | Why The Sun and the Moon Live in the Sky | Moon                   | Ela mesma    | [ 31 ] |
| 2021 | Chloe Bailey presented by Fendi          | Ela mesma              | Ela mesma    | [ 32 ] |
| 2022 | Jane                                     | Isabelle "Izzy" Morris |              | [ 33 ] |
| 2023 | Praise This                              | Sam                    |              | [ 34 ] |
| 2023 | The Georgetown Project X                 | Blake Holloway         | Concluído    | [ 36 ] |
| TBA  | Midas Touch X                            | Lauren Simmons         | Pré-Produção | [ 37 ] |
| TBA  | Girl From The North Country X            | Marianne               | Pré-Produção | [ 38 ] |
| TBA  | Sneaks X                                 |                        | Pré-Produção | [ 39 ] |

### Televisão
| Ano       | Titulo                                 | Papel           | Notas                                 | Ref.   |
| --------- | -------------------------------------- | --------------- | ------------------------------------- | ------ |
| 2012      | The Ellen Show                         | Ela mesma       | Episódio datado: "9 de abril de 2012" | [ 40 ] |
| 2013      | Austin & Ally                          | Ela mesma       | Episódio: "Moon Week & Mentors"       | [ 41 ] |
| 2018      | Wild 'n Out                            | Ela mesma       | Episódio: "Chloe x Halle"             |        |
| 2018–2022 | Grown-ish                              | Jazlyn Forster  | Elenco Principal                      | [ 42 ] |
| 2020      | The Disney Family Singalong: Volume II | Ela mesma       | Especial de TV                        | [ 43 ] |
| 2020      | The Kelly Clarkson Show                | Ela mesma       | Episódio datado: "9 de julho de 2020" | [ 44 ] |
| 2020      | The Disney Holiday Singalong           | Ela mesma       | Especial de TV                        | [ 45 ] |
| 2020      | Black-ish                              | Jazlyn Forster  | Episódio: "Love, Boat"                | [ 45 ] |
| 2021      | Cardi Tries                            | Ela mesma       | Episódio: "Cardi Tries Wildlife"      | [ 46 ] |
| 2023      | Swarm                                  | Marissa Jackson | Recorrente                            | [ 47 ] |

### Podcasts
| Ano  | Título        | Papel  | Notas           | Ref.   |
| ---- | ------------- | ------ | --------------- | ------ |
| 2021 | Electric Easy | Vector | Papel Principal | [ 48 ] |

### Videoclipes
- "Have Mercy" (2021)
- "You & Me"   (2022)
- "Treat Me" (2022)
- "Hello" (2022)
- "Surprise" (2022)
- "For The Night" (2022)
- "Pray It Away" (2023)
- “How Does It Feel” (2023)
- "Cheatback" (com Future) (2023)

## Prêmios e indicações
| Ano  | Prêmio                          | Categoria                          | Trabalho                   | Resultado | Ref.   |
| ---- | ------------------------------- | ---------------------------------- | -------------------------- | --------- | ------ |
| 2020 | Soul Train Music Awards         | Ashford & Simpson Songwriter       | "Do It" (como compositora) | Indicada  | [ 49 ] |
| 2021 | Grammy Awards                   | Melhor Canção de R&B               | "Do It" (como compositora) | Indicada  | [ 50 ] |
| 2022 | Gold Derby Music Awards         | Melhor Canção de R&B               | "Have Mercy"               | Indicada  | [ 51 ] |
| 2022 | NAACP Image Awards              | Melhor Artista Feminina            | "Ela mesma"                | Indicada  | [ 52 ] |
| 2022 | NAACP Image Awards              | Melhor Videoclipe/Álbum Visual     | "Have Mercy"               | Indicada  | [ 52 ] |
| 2022 | NAACP Image Awards              | Melhor Canção de Soul/R&B          | "Have Mercy"               | Indicada  | [ 52 ] |
| 2022 | Nickelodeon Kids' Choice Awards | Artista Favorito                   | "Ela mesma"                | Indicada  | [ 53 ] |
| 2022 | iHeartRadio Music Awards        | Melhor Novo Artista de R&B         | "Ela mesma"                | Indicada  | [ 54 ] |
| 2022 | BET Awards                      | Melhor Artista Feminina de R&B/Pop | "Ela mesma"                | Indicada  | [ 55 ] |
| 2022 | BET Awards                      | Vídeo do Ano                       | "Have Mercy"               | Indicada  | [ 55 ] |
| 2022 | BET Awards                      | Prêmio BET Her                     | "Have Mercy"               | Indicada  | [ 55 ] |
| 2022 | MTV Video Music Awards          | Melhor Vídeo de R&B                | "Have Mercy"               | Indicada  | [ 56 ] |
| 2022 | MTV Europe Music Awards         | Melhor Artista de R&B              | "Ela mesma"                | Venceu    | [ 57 ] |
| 2022 | Soul Train Music Awards         | Melhor Artista de R&B              | "Have Mercy"               | Indicada  | [ 58 ] |
| 2022 | Soul Train Music Awards         | Melhor Performance de Dança        | "Have Mercy"               | Indicada  | [ 58 ] |
| 2022 | People's Choice Awards          | O Novo Artista de 2022             | "Ela mesma"                | Indicada  | [ 59 ] |